# The Avengers (film 2012)
The Avengers è un film del 2012 scritto e diretto da Joss Whedon.
Basato sull'omonimo gruppo di Marvel Comics, è il sesto film del Marvel Cinematic Universe (MCU) e l'ultimo della cosiddetta "Fase Uno".
Prodotto dai Marvel Studios e distribuito da Walt Disney Studios Motion Pictures, ed è interpretato da Robert Downey Jr., Chris Evans, Mark Ruffalo, Chris Hemsworth, Scarlett Johansson, Jeremy Renner, Tom Hiddleston, Stellan Skarsgård e Samuel L. Jackson. In The Avengers, Nick Fury, direttore dello S.H.I.E.L.D., recluta Iron Man, Captain America, Hulk, Thor, Vedova Nera e Occhio di Falco per fermare Loki, fratello adottivo di Thor, che vuole conquistare la Terra con il suo esercito alieno di Chitauri.
Il film ha ottenuto un notevole successo di critica e pubblico, stabilendo vari record di incassi e venendo candidato a svariati premi cinematografici, tra cui l'Oscar 2013 per i migliori effetti speciali.

## Trama
L'asgardiano Loki incontra l'Altro, il leader di una razza extraterrestre conosciuta come Chitauri. In cambio dell'ottenimento del Tesseract, una potente fonte di energia dal potenziale sconosciuto, l'Altro promette di fornire a Loki un esercito per conquistare la Terra. Nick Fury, direttore dello S.H.I.E.L.D., raggiunge un complesso dove il dottor Erik Selvig sta guidando una squadra di studio sul Tesseract, il quale, improvvisamente, apre un varco dimensionale. Appare Loki, che impugna uno scettro. Loki uccide gli agenti presenti e compie un incantesimo su Selvig e sull'agente Clint Barton, mettendoli al suo servizio, per poi fuggire con il Tesseract. Fury invia gli agenti Phil Coulson e Natasha Romanoff a localizzare un gruppo di persone, con l'intento di creare una squadra d'azione speciale: gli Avengers. Steve Rogers e Bruce Banner si incontrano sull'Helicarrier, un'enorme portaerei in grado di alzarsi in volo e mimetizzarsi rendendosi invisibile. Intanto Loki manifesta le sue intenzioni: vuole iniziare una guerra con l'esercito dei Chitauri al suo seguito e deve recuperare il Tesseract per colui che gli ha fornito l'esercito e le armi.
Il dio viene individuato dallo S.H.I.E.L.D. a Stoccarda, dove, nel frattempo, Barton riesce a entrare in una stanza contenente iridio, necessario per riuscire ad aprire il portale comunicante coi Chitauri. Dopo un breve scontro con Captain America e la Vedova nera sul Quinjet, Loki viene catturato grazie all'intervento di Iron Man. Tuttavia durante il ritorno alla base, Thor giunge sul Quinjet dello S.H.I.E.L.D. e requisisce con la forza Loki. Iron Man si scontra con Thor, e solo l'intervento di Captain America convince Thor a collaborare con loro. Tornati sull'Helicarrier, Fury rivela al gruppo che da quando è stata scoperta l'esistenza di altri mondi, lo S.H.I.E.L.D. ha utilizzato il Tesseract per scopi militari, per farsi trovare pronti per un possibile scontro con civiltà sconosciute. Nel frattempo, Clint Barton e altri agenti dello S.H.I.E.L.D assaltano l'Helicarrier per liberare Loki, ritrovandosi a combattere contro gli Avengers.
In seguito a un'esplosione, Bruce Banner si trasforma in Hulk, scagliandosi contro la Vedova Nera, che viene salvata dall'intervento di Thor. Dopo una colluttazione tra i due, Hulk precipita dalla base volante mentre tentava di distruggere un cacciabombardiere che lo aveva attaccato. Iron Man e Captain America fanno ripartire il motore dell'Helicarrer, distrutto dai soldati di Loki, che, nel frattempo, viene liberato, espelle dalla nave Thor, uccide l'agente Coulson e fugge nuovamente. Intanto, grazie a Natasha, Occhio di Falco rinviene dall'incantesimo di Loki. La morte dell'agente Coulson crea coesione tra gli eroi e dà loro una giusta motivazione per combattere. Stark intuisce che l'asgardiano vuole portare a termine il suo piano sulla Stark Tower, dove incontra Loki sul tetto. Qui colloquia con Loki per distrarlo mentre indossa un paio di bracciali che comandano a distanza la sua nuova armatura. Loki scaglia Stark giù dalla torre, il quale però si salva chiamando la nuova armatura. Intanto il portale spaziale generato dal Tesseract si apre in cielo, con i Chitauri che assaltano l'isola di Manhattan. Iron Man ne uccide il più possibile, e nel frattempo arrivano in città gli altri supereroi.
Thor raggiunge Loki e prova a farlo ragionare, ma questi lo ferisce e fugge. Benché i Vendicatori stiano avendo la meglio sui nemici, finché il portale rimarrà aperto gli alieni continueranno ad affluire. Hulk raggiunge Loki e lo sconfigge con irrisoria facilità. Il dottor Selvig, intanto, si è ripreso dall'incantesimo di Loki e lavora alla chiusura del portale con Natasha. Ma nel frattempo, il consiglio ha deciso di inviare un missile nucleare per distruggere i nemici insieme alla popolazione residente: Iron Man usa tutte le forze per deviare il missile verso il portale e lo attraversa, colpendo la nave madre dei Chitauri. Stark si trova nello spazio e sviene non riuscendo a respirare, ma fortunatamente spinto dall'onda d'urto dell'esplosione, riesce a tornare sulla Terra, venendo salvato da Hulk. Tutti i Chitauri sulla Terra muoiono in seguito all'esplosione della nave madre. Cessata la minaccia, Thor torna ad Asgard con il Tesseract e Loki prigioniero, mentre gli altri Vendicatori riprendono le rispettive strade.
In una scena a metà dei titoli di coda, l'Altro parla del fallito attacco alla Terra con il suo padrone che si rivela essere Thanos.

## Personaggi

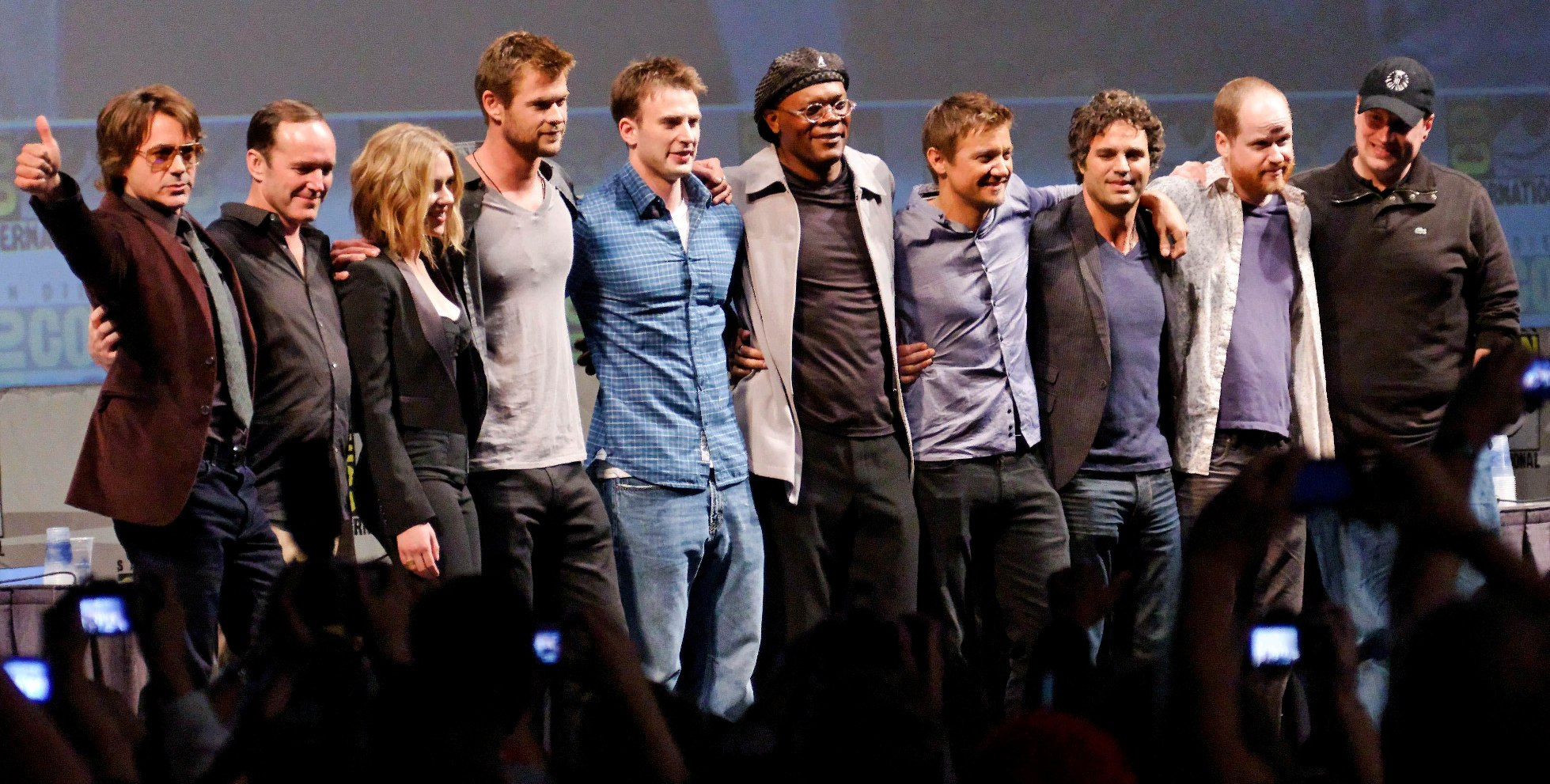
Il cast di The Avengers, Joss Whedon e Kevin Feige nel 2010 al San Diego Comic-Con International

- Tony Stark / Iron Man, interpretato da Robert Downey Jr.: un vero genio, miliardario, playboy e filantropo, un ingegnere che costruisce un'armatura high-tech che indossa lui stesso. Downey Jr. fu il primo attore ad essere confermato nel film e all'inizio della fase di produzione del film suggerì al regista Whedon di fare di Tony Stark il centro di tutto. "Beh" — dichiara Downey — "dissi 'ho bisogno di essere io il primo nella sequenza di apertura. Non so cosa tu ne pensi ma Tony Stark deve guidare il tutto'. Lui mi disse 'Ok, proviamoci'. Provammo, ma ad essere sinceri non funzionò perché in questo film le cose sono diverse: la storia, l'idea ed il tema sono centrali e tutti sono solo un braccio del corpo del film".[4] Per quanto riguarda l'evoluzione del personaggio rispetto ai film precedenti, Downey affermò "In Iron Man, che rappresenta la storia d'origine, Stark era nella sua propria epifania e mondo. Iron Man 2 gira tutto attorno al non essere una isola solitaria ma essere parte di qualcosa e dare spazio ad altri. In questo film, lui si ritrova catapultato con gli altri".[5]
- Steve Rogers / Captain America, interpretato da Chris Evans: un soldato della Seconda guerra mondiale che attraverso un siero possiede capacità fisiche umane potenziate. Evans firmò un contratto che lo legava a sei film della Marvel (Captain America - Il primo Vendicatore, due sequel e tre film sugli Avengers).[6] In un'intervista Evans dichiara che il personaggio di Steve Rogers è molto più "dark" in questo film: "è molto incentrato a come adattarsi nel mondo moderno. Immaginiamo: è già uno shock di accettare il fatto di svegliarsi in un mondo futuristico e iniziare ad accettarlo come tuo, in fin dei conti tutti coloro che conosci sono morti. Tutti coloro che ami. Rogers aveva fratelli anche loro impegnati nella sua stessa battaglia. E sono tutti morti. È solo e abbandonato. Ripenso alla scena in cui viene letteralmente pescato fuori dall'acqua, ed è difficile. È una pillola difficile da digerire. Perciò il suo conflitto personale è cercare un equilibrio con il mondo moderno".[7] Per quanto riguarda la dinamica fra Captain America e Tony Stark, Evans afferma "Io penso che c'è molto attrito fra loro, sono agli esatti poli opposti. Uno è lampante e bramoso dell'attenzione e l'altro è riservato e vive nell'ombra di una calma che non c'è più. Loro si esplorano a vicenda, ed è abbastanza divertente".[8]
- Bruce Banner / Hulk, interpretato da Mark Ruffalo: un genio scientifico esperto di radiazioni che, dopo una violenta esposizione a radiazioni gamma, quando soggetto a rabbia o eccitazione si trasforma in un mostro incredibilmente grande e forte. A settembre 2008, Edward Norton, interprete di Hulk nel film L'incredibile Hulk, dichiarò di essere interessato a partecipare al film. Ciò nonostante la Marvel non decise di richiamare Norton a rivestire i panni di Hulk e in una intervista (con la voce di Kevin Feige) la Marvel spiegò la motivazione: "Abbiamo deciso di non richiamare Edward Norton per il ruolo di Bruce Banner in The Avengers. La nostra decisione non è assolutamente basata su motivi di natura economica, ma è radicata nella necessità di avere un attore che incarni lo spirito creativo e collaborativo degli altri membri del cast. I Vendicatori richiede che tutti gli attori possano lavorare come parte di un insieme con tutto il resto del cast. Nelle prossime settimane annunceremo il nome dell'attore, che sarà un appassionato del personaggio e che soddisferà questi requisiti".[9][10] Poco dopo venne ingaggiato Ruffalo. Lo stesso attore, in merito a questa sostituzione, afferma "Sono un amico di Norton, e certo, gli interessava molto il progetto. Ma io vedo il tutto come una decisione di Edward di dare il tutto in eredità a me". Per quanto riguarda il personaggio, Ruffalo dichiara "è un personaggio forte con due lati di sé stesso - il chiaro e lo scuro - e tutto ciò che fa nella sua vita è strettamente legato al suo controllo. Io sono cresciuto con la serie televisiva di Hulk e la vedevo come molto umana per il modo di rappresentare Hulk. Mi piace che la parte abbia quelle qualità.[11] In The Avengers è la prima volta che lo stesso attore che interpreta Banner interpreta anche Hulk. Ruffalo disse al riguardo: "Sono molto eccitato. Nessuno ha mai interpretato Hulk esattamente. Si è sempre fatto il tutto con grafica CGI. È lo stesso meccanismo che si è utilizzato in Avatar, pertanto sono io a interpretare Hulk. Sarà divertente".[12] Il modello in 3D di Hulk è stato costruito su un culturista di Long Island, Steve Romm, mentre il viso di Hulk è un adattamento della faccia di Ruffalo.[13]
- Thor, interpretato da Chris Hemsworth: il principe ereditario di Asgard, personaggio basato sull'omonimo della mitologia norrena. Hemsworth, sin dai tempi del film Thor, fu scritturato per diversi film.[14] La sua presenza fu confermata nel giugno 2009.[15] In un'intervista Hemsworth dichiarò che è stato capace di mantenere il fisico costruito per le riprese di Thor attraverso una alimentazione congrua, consistente di petto di pollo, pesce, bistecche e uova ogni giorno. Alla domanda sulle quantità, dichiarò "Il mio introito proteico è decisamente molto!".[16] Sulla motivazione di Thor, ha rinnovato il commento che "è molto più di personale, nel senso che è sempre suo fratello a mescolare le cose. Considerando tutti gli altri, Thor è un po' il cattivo ragazzo che tutti devono abbattere. Si tratta di un approccio diverso per me, o per Thor. Deve continuamente combattere il bene più grande e quello con cui deve sfidarsi è il suo fratellino… A volte sono sempre stato frustrato con i miei fratelli, o la famiglia, ma io sono l'unico a cui è permesso di essere arrabbiato con loro. C'è un po' di tutto questo".[4]
- Natasha Romanoff / Vedova Nera, interpretata da Scarlett Johansson: una spia altamente addestrata che lavora per lo S.H.I.E.L.D..[17] Riguardo al suo personaggio e alla sua relazione con Occhio di Falco, Johansson ha dichiarato "I nostri personaggi hanno una lunga storia. Si sono affiancati in molte battaglie per molto tempo in molte nazioni diverse. Siamo i due membri di questo gruppo che sono prettamente guerrieri - non abbiamo superpoteri. La Vedova Nera è decisamente una della squadra. Non fa parte del cast semplicemente per essere una romantica che fa occhi dolci. Lei è lì per lottare, pertanto non mi sono mai sentita come l'unica ragazza". Coinvolta nel progetto nel marzo 2010.[18] Johansson ha dovuto seguire un certo programma di allenamento. In una intervista cita "seppur in Iron Man 2 ho fatto qualcosa di simile, non avrei mai fatto qualcosa come quello prima d'allora. Non mi sono mai cambiata e modificata fisicamente per qualcosa di così grande. Per The Avengers ho passato mesi e mesi allenandomi con il team di stuntman e combattendo con loro, è da matti. Non faccio nulla ma combatto tutti.[19]
- Clint Barton / Occhio di Falco, interpretato da Jeremy Renner: un agente dello S.H.I.E.L.D. e un mastro arciere conosciuto nel mondo dei fumetti come "il tiratore scelto più grande del mondo".[20][21] Per il ruolo Renner si è allenato fisicamente con diversi arcieri per acquisire la miglior manualità possibile per questo ruolo molto fisico.[22] Riguardo al personaggio, Renner ha dichiarato "Quando ho visto Iron Man pensavo che fosse un approccio decisamente da calci-in-culo ai supereroi. Poi mi dissero che mi volevano far interpretare Occhio di Falco e mi piaceva perché non era realmente un supereroe; è solo un tizio con un'alta precisione. Non riuscivo a connettere i due fattori". Riguardo alla mentalità da cecchino di Occhio di Falco, Renner dichiarò "è un solitario, un abbandonato. La sua sola connessione è il personaggio di Natasha. È come una cosa mano sinistra/mano destra: loro coesistono e servono entrambi, specialmente nelle missioni fisiche. Per quanto riguarda la sua umanità, Occhio di Falco non è del tutto sicuro… anche se, paradossalmente, è l'unico che potrebbe calmare Hulk con le sue frecce tranquillanti. Conosce i suoi limiti ma quando vengono fuori, c'è un senso di confidenza in ogni supereroe".[5] Per interpretare Occhio di Falco, Renner si è fatto addestrare da arcieri olimpionici sull'uso dell'arco; ha imparato le basi del tiro, le posizioni proprie, e ha dovuto imparare a tendere l'arco, compito difficile quando eseguito rapidamente.[23]
- Loki, interpretato da Tom Hiddleston: il fratello adottivo e nemico di Thor, basato sull'omonimo personaggio della mitologia norrena.[14] Riguardo all'evoluzione del personaggio rispetto al film Thor, Hiddleston ha commentato "Penso che il Loki che vediamo in The Avengers sia ulteriormente avanzato. Devi chiedere a te stesso: quanto è piacevole l'esperienza di sparire in un buco infinito creato da una specie di super esplosione nucleare? Per questo io penso che il Loki visto finora ha mostrato solo alcune cose del Loki che si vedrà in The Avengers".[24] Sulle motivazioni di Loki, Hiddleston aggiunge "All'inizio di The Avengers viene sulla Terra per soggiogarla e realizzare la sua idea di essere re degli umani. Loki gode per i fallimenti della storia umana, pensa che il suo essere re sia una cosa giusta in quanto lui fermerebbe tutte le guerre con una specie di pace mondiale che si basa sulla sua tirannia. Ma lui è anche deluso per il fatto che il non avere poteri illimitati non gli dia un proprio autorispetto, pertanto non posso abbandonare l'idea che lui è ancora motivato da questa terribile gelosia e desolazione spirituale".[25]
- Erik Selvig, interpretato da Stellan Skarsgård: un astrofisico e amico di Thor. Nel film lavora sotto il controllo mentale di Loki, il quale lo sceglie come studioso del potere del Tesseract.[26] Proprio in merito a questo aspetto, Skarsgård dichiara "Beh, nella scena finale di Thor, in qualche modo Loki entrò nella mente di Erik. E in The Avengers si vede più chiaramente come Loki utilizza la sua mente.[27] Il mio personaggio è importante ma la grandezza del suo ruolo non è enorme". Il ruolo di Skarsgård fu confermato nel marzo 2011.[28]
- Nick Fury, interpretato da Samuel L. Jackson: il direttore dello S.H.I.E.L.D., che già compare in brevi apparizioni nei precedenti film come coordinatore del "Progetto Avengers". Il ruolo di Jackson fu confermato nel febbraio 2009: il suo contratto prevedeva non solo l'apparizione in The Avengers ma anche in altri otto film della Marvel (sempre nei panni di Nick Fury).[29] In The Avengers il ruolo di Fury è più nutrito; in una intervista Jackson dichiarò "Non è come negli altri film dove bisogna attendere la fine del film per vedermi. Per ciò che concerne il personaggio, è sempre un bene interpretare un ruolo positivo nella società, l'esatto opposto di chi è negativo… Ho cercato di dargli una impronta di onestà nella storia. È un bel personaggio con cui avere a che fare. Semplicemente non vuoi scavalcarlo".[30][31]
- Phil Coulson, interpretato da Clark Gregg: un agente dello S.H.I.E.L.D. che funge da supervisore in molte divisioni dello stesso.[32] Ingaggiato per diversi film della Marvel.[33] Gregg si ritrova un ruolo ben più di rilievo in The Avengers. "Ciò che l'agente Coulson è in termini d'importanza di questa storia" - dichiara Gregg - "e di come il suo ruolo sia importante per l'unione effettiva degli Avengers può sembrare un po' surreale; ma non lo è, è la vera essenza, e io mostro e faccio cose simili, e mi sento bene per il fatto che termino la mia giornata appagato per un lavoro lungo cinque anni".[34]
- Maria Hill, interpretata da Cobie Smulders: un agente dello S.H.I.E.L.D. che lavora a stretto contatto con Nick Fury.[35] Sin dai tempi in cui il regista Whedon era stato incaricato di dirigere un film su Wonder Woman, Whedon aveva espresso il desiderio di dirigere Smulders per le sue qualità. Smulders riprenderà i panni di Maria Hill per altri nove film.[36][37] Riguardo alla sua preparazione, Smulders dichiarò "mi sono esercitata di nascosto su come si impugna una pistola, un'arma, e ho fatto lezioni su come sparare, come colpire, come muovermi, come camminare e essenzialmente su come sembrare. Nel film non ho tonnellate di combattimenti, ragione per cui non mi è stato affiancato un allenatore, ma volevo sembrare come qualcuna che sapeva farlo".[38] La sua presenza fu confermata nel febbraio 2011,[39] ovvero la spalla di Nick Fury nel film.[40] e riguardo al suo personaggio, Smulders fa notare "Posso vederla sia come madre sia come donna d'affari che lavora a tempo pieno lasciando la famiglia in un angolo. Ci viene chiesto di fare molte cose in questi giorni. Mi sento come se lei sia capace di integrare tutto perfettamente.[41]

Gwyneth Paltrow e Maximiliano Hernández riprendono i loro ruoli dai film precedenti di Pepper Potts e Jasper Sitwell, rispettivamente. Nella versione originale, Paul Bettany dà nuovamente voce a J.A.R.V.I.S.. Alexis Denisof interpreta l’Altro, mentre Damion Poitier interpreta Thanos nella sequenza a metà dei titoli di coda. Powers Boothe e Jenny Agutter interpretano Gideon Malick e la Consigliera Hawley. Stan Lee appare in un cameo nei panni di un anziano che esprime il suo parere sul fatto che non possano esistere supereroi. Harry Dean Stanton appare in un cameo nel ruolo della guardia di sicurezza che sveglia Bruce Banner. Jerzy Skolimowski interpreta Georgi Luchkov, l'uomo che interroga Romanoff.

## Produzione

### Sviluppo
Avi Arad, CEO dei Marvel Studios, annunciò l'intenzione di sviluppare il film nell'aprile 2005 con la speranza che a distribuirlo fosse la Paramount Pictures. Dopo varie discussioni, i dirigenti della Marvel affermarono il bisogno di distribuire prima i film su i singoli personaggi del gruppo dei Vendicatori per poi realizzarne un crossover. Quando Iron Man si rivela un successo, la data d'uscita del film viene stabilita a luglio 2011. Nel giugno 2007, lo sceneggiatore de L'incredibile Hulk, Zak Penn, venne assunto per scrivere una sceneggiatura. Penn affermò di essere molto coinvolto nel progetto, ma affermò di non voler iniziare subito il lavoro.
Nel 2008, Robert Downey Jr. e Jon Favreau, rispettivamente interprete e regista di Iron Man, vennero inseriti nella produzione: Downey Jr. avrebbe ripreso il ruolo di Iron Man, mentre Favreau venne assunto in qualità di produttore esecutivo. Contemporaneamente la Marvel dà il via ad altri tre progetti che avrebbero anticipato l'uscita di The Avengers: Iron Man 2, Thor e Captain America - Il primo Vendicatore. Anche Ant-Man venne preparato per rientrare nella cosiddetta "Fase 1" del MCU, ma la lunga gestazione del progetto di Edgar Wright costrinse la Marvel a ritardare l'uscita della pellicola nelle sale e, di conseguenza, a rimuovere nel primo film degli Avengers due dei membri originali, ossia Wasp e lo stesso Ant-Man.
Penn concluse una prima bozza della sceneggiatura a marzo 2011. Alcuni giorni dopo, la data d'uscita di The Avengers venne rinviata al 4 maggio 2012, ovvero quasi un anno dopo da quella stabilita nel 2008. In seguito Joss Whedon, grande fan del fumetto, venne annunciato come il regista di The Avengers nel luglio 2010, anche se tale notizia era già stata accennata da Arad e da Stan Lee. Whedon annunciò che avrebbe rielaborato la sceneggiatura di Penn.

### Riprese

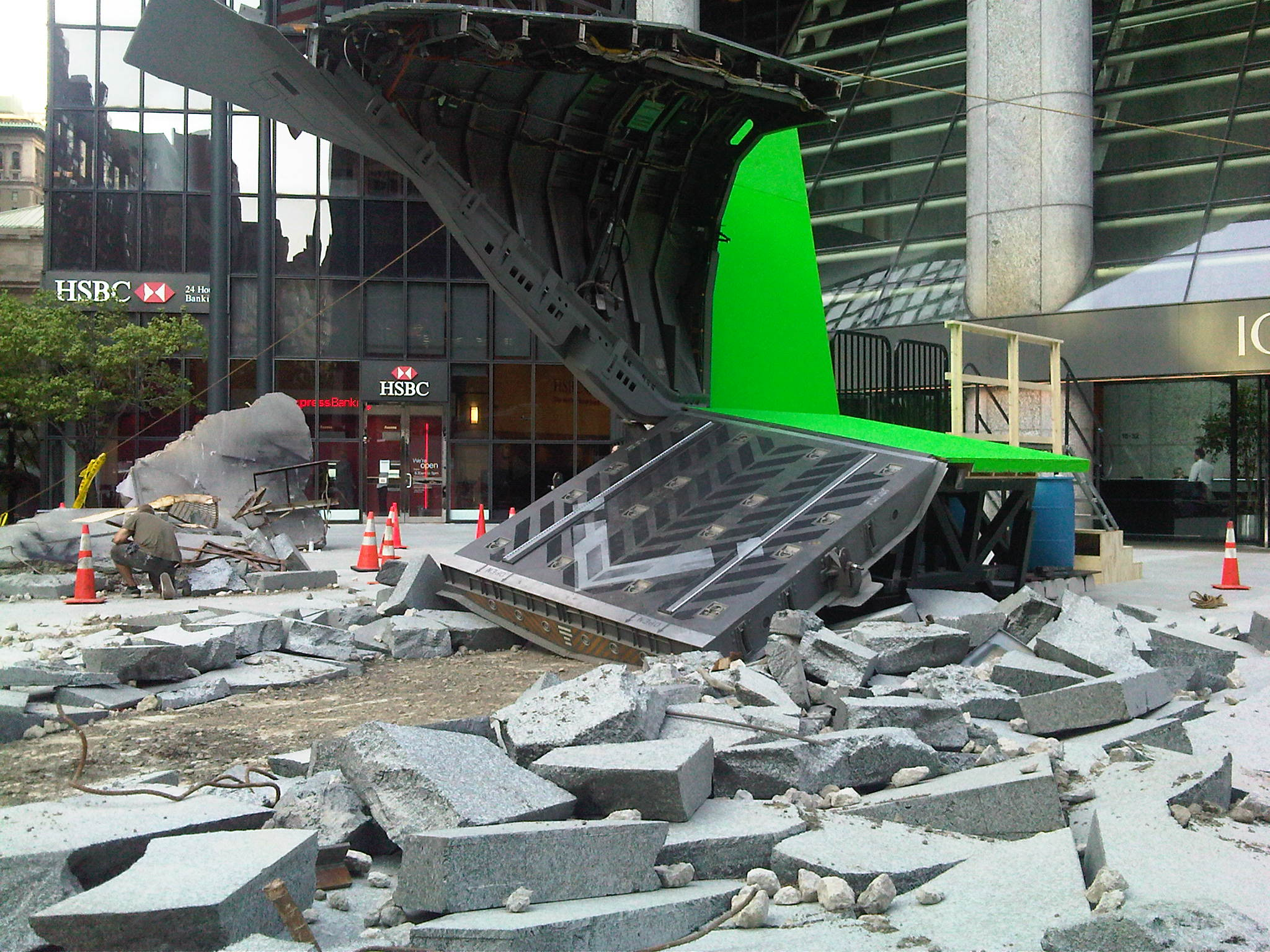
Set di Park Avenue

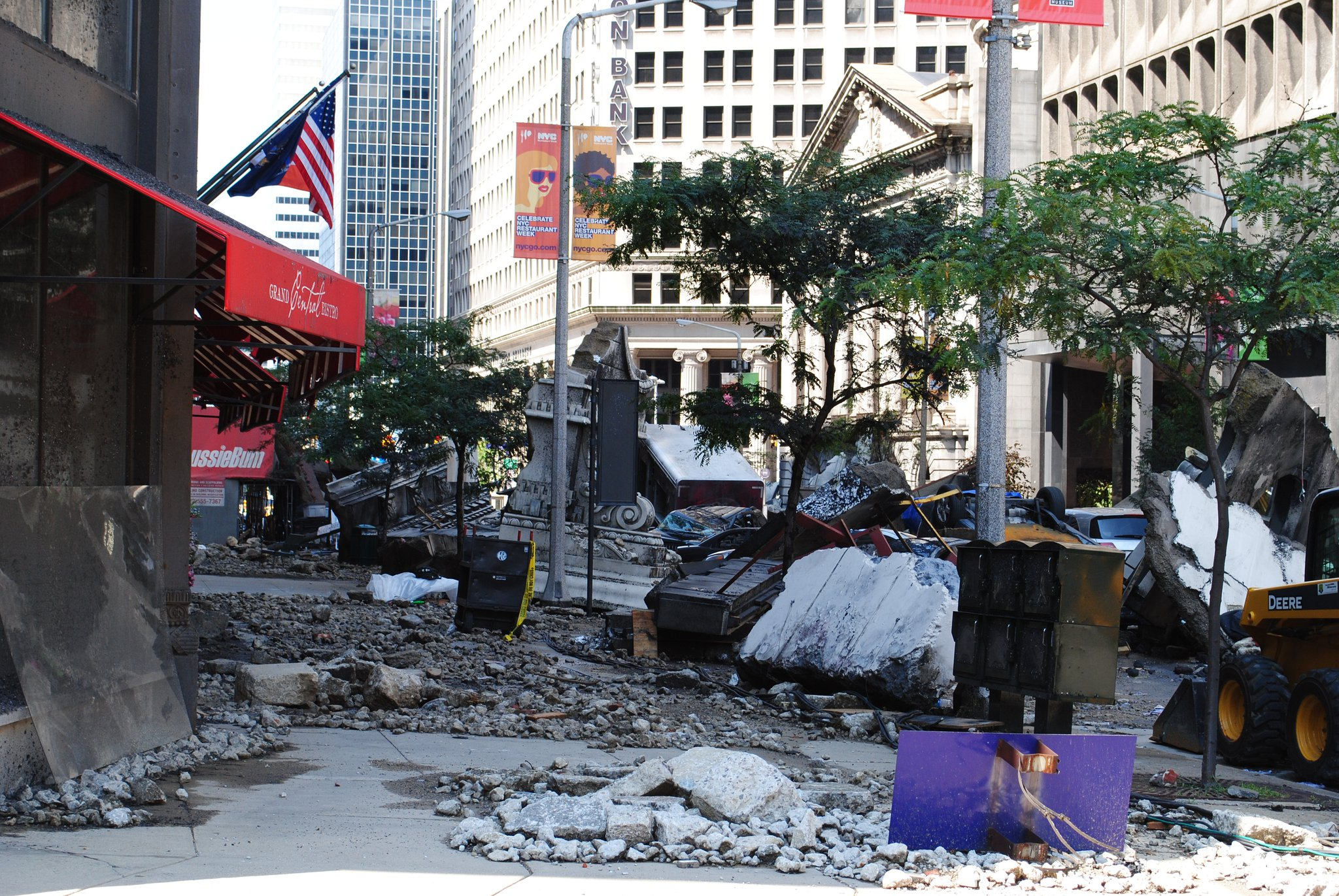
Set di Cleveland

Nel mese di agosto 2010, venne annunciata la notizia che la Paramount Pictures e i Marvel Studios stavano progettando di iniziare le riprese nel mese di febbraio. Contemporaneamente si annunciò che il film sarebbe stato girato in 3D. Nel mese di ottobre 2010, il Grumman Studios di Bethpage, New York e la Steiner Studios di Brooklyn, New York, furono ufficializzati come location delle riprese, sebbene all'inizio si fosse pensato a Los Angeles. Nel dicembre 2010, il Governatore del Nuovo Messico Bill Richardson affermò che il film sarebbe stato girato principalmente in Albuquerque, Nuovo Messico, mentre tre mesi dopo venne annunciata la notizia che il film sarebbe stato girato anche a Cleveland.
Le riprese iniziarono il 25 aprile 2011, ad Albuquerque, Nuovo Messico, e terminarono il 26 agosto. Nel mese di giugno, lo stuntman Jeremy Fitzgerald si infortunò gravemente alla testa, ma si ristabilì e poté continuare le riprese del film. Il mese successivo, le riprese ebbero luogo a Pittsburgh, Pennsylvania nella zona di Butler. Una sequenza di inseguimento venne, invece, girata a Worthington. Successivamente le riprese si spostarono a Cleveland, Ohio, nel mese di agosto 2011 per quattro settimane. Cleveland servì per ritrarre New York, dove i componenti del gruppo dei Vendicatori combattono alla fine contro Loki. La stazione Space Power Facility servì per riprodurre l'astronave dello S.H.I.E.L.D..
La preparazione e registrazione di una delle sequenze più grandi ha richiesto la chiusura per 3 settimane della 9ª Strada Est del centro di Cleveland; in città se ne è parlato per mesi, ed ha attirato migliaia di curiosi; gli edifici vuoti sono stati trasformati in una strada newyorchese, completa di fermate della metro e filiali di note catene con tanto di insegne; lo scenario fu così convincente che nacquero voci sull'apertura di nuovi negozi lungo la strada.
Sempre a Cleveland, la storica piazza pubblica è stata trasformata in una zona della città tedesca Stoccarda: furono sostituite le insegne ed aggiunti alberi, lampioni, tavoli da picnic e fiori; i lavoratori della zona apprezzarono tanto i cambiamenti fatti da sperare che sarebbero rimasti dopo la fine delle riprese. Le riprese proseguirono a New York City nell'arco di due giorni, dove la troupe girò le ultime scene nelle zone di Park Avenue e Central Park, scontentando gran parte dei fan e non, a causa della rivelazione esplicita delle scena finale.
A Worthington, Pennsylvania, la seconda unità ha girato una scena di inseguimento che coinvolge Loki (Tom Hiddleston), Occhio di Falco (Jeremy Renner) e l'agente Maria Hill (Cobie Smulders); la location prescelta era il complesso Creekside Mushroom LTD, una volta sede di un noto vivaio di funghi, il più grande del mondo e l'unico sotterraneo in tutti gli Stati Uniti; la produzione ha impiegato mesi per adattarlo alla scena poiché tutta la struttura (150 miglia di tunnel ad una profondità di 100 metri) era priva di corrente.
Per la scena dell'attacco a New York, Joss Whedon scritturò 25 uomini del 391º Battaglione Polizia Militare di stanza in Ohio, allo scopo di dare autenticità al tutto; e i militari usarono vere armi come le mitragliatrici pesanti calibro 50 e fucili M19; la troupe fu scossa dal loro volume di fuoco e lavoro di squadra, e Whedon apprezzò tanto da posare per delle foto con il battaglione a riprese ultimate. Per simulare la distruzione di New York, il supervisore agli effetti speciali Dan Sudick preparò fuochi pirotecnici e movimenti di auto con estrema precisione, per assicurare la sicurezza degli stuntman; la sua squadra innescò 28 esplosioni per simulare un attacco aereo, fece rotolare, saltare, incendiare 14 macchine e un camion; il tutto si concluse senza un errore e nonostante la scena fosse stata girata a Cleveland, l'eco arrivò sul New York Post che uscì con una edizione la cui prima pagina recava il titolo "Salvaci, Thor!".
Nel film appare l'Elivelivolo dello S.H.I.E.L.D.; somiglia a una comune portaerei tranne per il fatto che vola; il ponte di comando è stato costruito in uno stage a prova di suono ad Albuquerque; la pista di atterraggio è stata aggiunta sovrapponendo sequenze filmate su una pista dell'Albuquerque International Sunport; per gli altri spazi interni della struttura sono stati costruiti a Wilmington, Ohio dove l'aereo della produzione ha trasportato cast e troupe al Clinton County Airpark (usando la loro pista per atterrare); il complesso ha una pista di circa 2700 metri e una estensione di un milione di piedi quadrati (quasi 9 ettari). Il set è stato allestito nel reparto spedizioni dell'edificio.
Le molte sequenze di lotta del film hanno obbligato gran parte del cast (compresi Chris Hemsworth, Tom Hiddleston, Scarlett Johansson e Jeremy Renner) ad un allenamento intensivo sotto la supervisione del coreografo Jonathan Eusebio. Eusebio e la sua squadra hanno preparato il cast ad usare diversi stili, comprese tecniche medievali, Wushu, Kung Fu e Kali, e hanno finito per ribattezzare la palestra "Stunt Dojo" (il dojo delle acrobazie).

## Colonna sonora
La colonna sonora del film è composta da Alan Silvestri, già autore delle musiche di Captain America - Il primo Vendicatore.
Inoltre è stato realizzato un secondo album, Avengers Assemble (Music from and Inspired by the Motion Picture), che contiene brani rock scritti appositamente per il film da numerosi artisti.

### The Avengers (Original Motion Picture Soundtrack)
Musiche di Alan Silvestri.
1. Arrival
2. Doors Open From Both Sides"
3. Tunnel Chase
4. Stark Goes Green
5. Helicarrier
6. Subjugation
7. Don't Take My Stuff
8. Red Ledger
9. Assault
10. They Called It
11. Performance Issues
12. Seeing, Not Believing
13. Assemble
14. I Got a Ride
15. A Little Help
16. One Way Trip
17. A Promise
18. The Avengers

### Avengers Assemble (Music from and Inspired by the Motion Picture)
1. Soundgarden – Live to Rise
2. Shinedown – I'm Alive
3. Rise Against – Dirt And Roses
4. Papa Roach – Even If I Could
5. Black Veil Brides – Unbroken
6. Scott Weiland – Breath
7. Redlight King – Comeback
8. Bush – Into the Blue
9. Evanescence – A New Way to Bleed (Photek Remix)
10. PusherJones – Count Me Out
11. AC/DC – Shoot to Thrill
12. Buckcherry – Wherever I Go
13. Five Finger Death Punch – From Out of Nowhere
14. Cherri Bomb – Shake the Ground
15. Kasabian – Pistols at Dawn

Nella scena di Stoccarda, la musica suonata dal quartetto d'archi che si sente in sottofondo è tratta dal primo movimento del Quartetto n. 13 D804 Rosamunde di Franz Schubert.

## Promozione

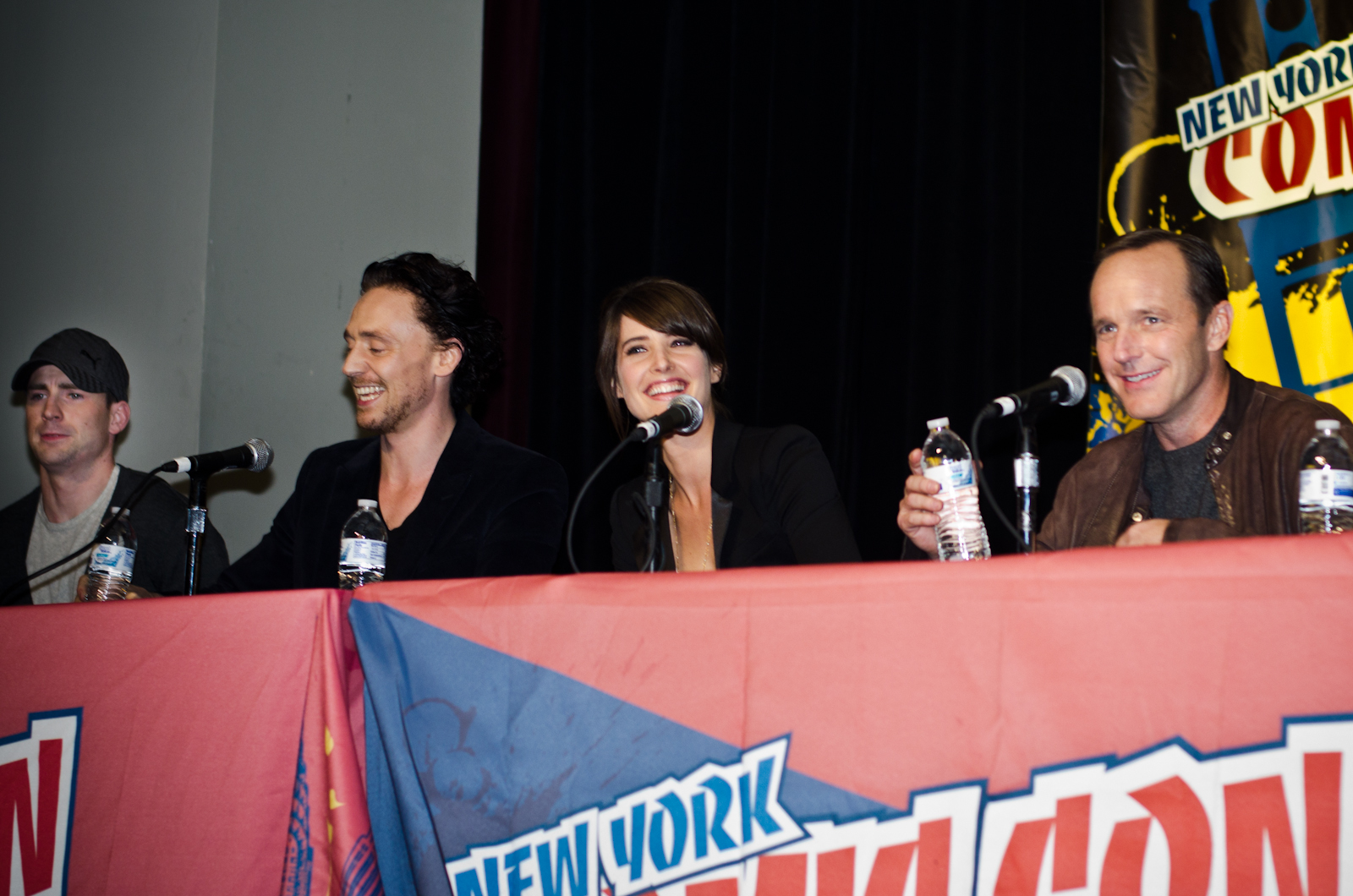
Chris Evans, Tom Hiddleston, Cobie Smulders e Clark Gregg alla promozione di The Avengers al New York Comic Con 2011

Gli interpreti dei personaggi protagonisti sono stati annunciati ufficialmente al San Diego Comic-Con International del 2010. Il primo trailer è stato allegato alle copie cinematografiche di Captain America - Il primo Vendicatore e trasmesso dopo i titoli di coda. In data 11 ottobre 2011 viene divulgato un nuovo trailer sul film (anche in lingua italiana), in cui vengono mostrati quasi tutti i personaggi presenti nel film.
Nel mese di ottobre 2011, i Marvel Studios tennero una presentazione al New York Comic Con in cui vennero mostrati nuovi filmati sul film. Il secondo trailer italiano, più lungo rispetto al primo e contenente diverse scene inedite, è stato diffuso online il 29 febbraio 2012, seguito da molti altri, in lingua originale e non. Il trailer che ha debuttato esclusivamente su iTunes, è stato scaricato da più di 10 milioni di persone nelle prime 24 ore, battendo tutti i record e diventando il trailer più scaricato, ma è stato battuto successivamente dal trailer de Il cavaliere oscuro - Il ritorno, che è stato scaricato da più di 12,5 milioni persone. Un terzo trailer è uscito su iTunes a febbraio 2012, raggiungendo un record di 13,7 milioni di download in 24 ore, superando il precedente record stabilito da Il cavaliere oscuro - Il ritorno. I trailer di The Avengers sono stati allegati alle copie di Mission: Impossible - Protocollo fantasma, 21 Jump Street e Hunger Games.
Per promuovere il film è stata inoltre organizzata una live chat mondiale con i protagonisti, al termine della quale i partecipanti hanno potuto vedere in anteprima 30 secondi di teaser dello spot promozionale che è andato in onda durante il Super Bowl 2012, poi diffusi sul web il 31 gennaio 2012. Il marketing virale del film ha visto la promozione di braccialetti Colantotte, usati da Tony Stark nel film.
Prima dell'uscita del film, nel 2011, vennero pubblicati vari albi a fumetti che precedono gli avvenimenti del film.

## Distribuzione

### Data di uscita

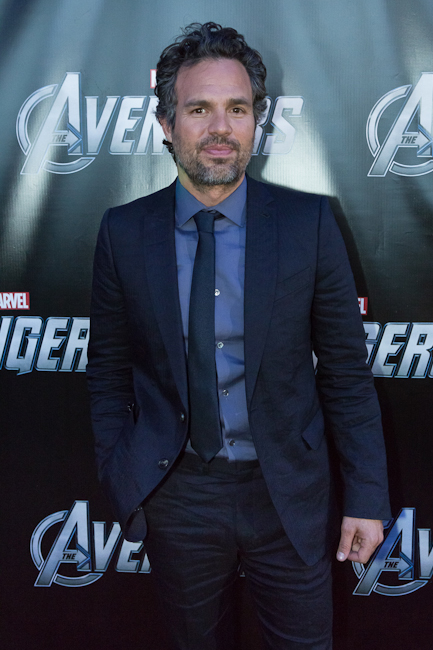
Mark Ruffalo all'anteprima di Toronto

The Avengers, inizialmente previsto per luglio 2011, ha debuttato l'11 aprile 2012, all'El Capitan Theatre di Hollywood, California. Successivamente è stato proiettato anche al Tribeca Film Festival il 28 aprile 2012. In Italia e altri paesi del mondo è uscito il 25 aprile (e in alcune sale in anteprima il 24 aprile) mentre nel paese d'origine è uscito il 4 maggio. The Avengers è stato proiettato sia in versione 2D sia in 3-D ed è stato proiettato anche in versione IMAX.
È stato il primo film Paramount a essere distribuito dalla Disney. Nel febbraio del 2012, la Disney ha annunciato che il titolo del film sarebbe cambiato nel Regno Unito in Marvel Avengers Assemble per non creare confusione con l'omonima serie televisiva britannica.

### Divieti
A causa della scena della morte dell'agente Coulson, il film ha ottenuto inizialmente dalla Motion Picture Association of America il rating R (ovvero vietato ai minori di 17 anni non accompagnati). Solo dopo molti rimaneggiamenti ha ottenuto un visto più basso.

### Edizione italiana
La direzione del doppiaggio e i dialoghi italiani sono stati curati da Marco Guadagno, per conto della Dubbing Brothers Int. Italia.

### Edizioni home video
Nel maggio del 2012, la Disney ha annunciato che il Blu-ray, il Blu-ray 3D e il DVD di The Avengers sarebbero usciti il 25 settembre 2012 negli USA, in Italia invece il 29 agosto; esse includono il commento audio del regista (presente solo nella edizione statunitense), scene eliminate e varie curiosità riguardo alla produzione del film.

## Accoglienza

### Incassi
The Avengers ha incassato 623357910 $ in Nord America e 897180626 $ nel resto del mondo, per un totale mondiale di 1520538536 $, a fronte di un budget di produzione di $220 milioni.
Il film è il maggior incasso mondiale del 2012, il maggior incasso nel Nord America del 2012, il 12º Film con maggiori incassi nella storia del cinema, il dodicesimo maggior incasso di sempre in Nord America, il quinto maggior incasso di sempre per un film distribuito dalla Disney ed il quarto film di supereroi con più incassi della storia. Inoltre ha raggiunto il miliardo di dollari di incassi in soli 19 giorni, record che deteneva insieme ad Avatar e a Harry Potter e i Doni della Morte - Parte 2.
Pur essendo uscito in molti paesi, Italia inclusa, una settimana prima rispetto agli Stati Uniti, il film è riuscito a stabilire diversi record, tra cui quello per il miglior esordio, battendo Harry Potter e i Doni della Morte - Parte 2, che nei primi 3 giorni aveva incassato 169,2 milioni di dollari. Nel Regno Unito il film ottiene 24,7 milioni di dollari, l'esordio maggiore di sempre per un film di supereroi e il miglior incasso d'esordio per un film della Marvel. In Asia, stabilisce il record di miglior weekend d'esordio di sempre a Taiwan, Hong Kong e nelle Filippine. In Italia ha incassato 17969107 €.

### Critica
Il film è stato accolto positivamente dalla critica. L'aggregatore di recensioni Rotten Tomatoes riporta che il 91% delle 368 recensioni professionali ha dato un giudizio positivo sul film, con una media di voto di 8,1 su 10; il consenso critico del sito recita: "Grazie a una sceneggiatura che enfatizza l'umanità dei suoi eroi e una ricchezza di scenografie superpotenti, The Avengers è all'altezza del suo clamore e alza il livello della Marvel al cinema". Su Metacritic ha un punteggio di 69 su 100 in base a 43 recensioni.
Todd McCarthy di The Hollywood Reporter ha dato una recensione positiva del film ed ha elogiato particolarmente il regista Joss Whedon, definendolo "un talento straordinario nel portare equilibrio a questo circo sovrumano". Un cronista del  The Huffington Post, Zaki Hasan, ha definito The Avengers come il miglior film dei supereroi dai tempi di Superman (1978).
Tutti i membri del cast sono stati acclamati dalla critica per le loro prestazioni. Mark Ruffalo ha ottenuto moltissime critiche positive e la sua interpretazione di Bruce Banner/Hulk è stata giudicata superiore alle precedenti di Eric Bana e Edward Norton. Ruffalo, inoltre, è stato persino definito il migliore attore del cast, oltre che la rivelazione del film. Robert Downey Jr., interprete di Iron Man, è stato elogiato per il suo carisma e, soprattutto, per essere l'elemento fulcro dei Vendicatori. Chris Evans, invece, è stato acclamato per essere riuscito a trasporre abilmente i conflitti interiori di Captain America.
La critica ha anche apprezzato gli sviluppi dei personaggi e i dialoghi presenti nel film. Per Associated Press, lo scrittore Christy Lemire ha scritto che il dialogo "brilla di luminosità come gli effetti speciali", mentre il giornalista A. O. Scott afferma di trovare delle somiglianze fra questo film e Un dollaro d'onore (1959).

### Primati
Di seguito sono riportati i record battuti dal film in Nord America al momento della sua uscita:
- Miglior weekend d'esordio ($207,4 milioni)[118]
- Miglior esordio estivo ($207,4 milioni)[118]
- Miglior esordio considerando i prezzi del biglietto ($207,4 milioni)[131]
- Miglior esordio considerando l'inflazione ($207,4 milioni)
- Migliore settimana d'esordio ($270 milioni)[132]
- Miglior media per sala all'esordio per una wide release ($47 698)[133]
- Miglior esordio per un film 3D ($108 milioni)[134][135]
- Miglior esordio per un film IMAX ($15,3 milioni)[118]
- Miglior secondo weekend ($103,1 milioni)[136]
- Film più veloce a raggiungere i 100, 200, 250, 300, 350, 400, 450, 500 e 550 milioni di dollari (2, 3, 6, 9, 10, 14, 17, 23 e 31 giorni)[137]

## Riconoscimenti
- 2013 – Premio Oscar[138]
  - Candidatura ai migliori effetti speciali a Janek Sirrs, Jeff White, Guy Williams e Dan Sudick
- 2013 – Premio BAFTA[139]
  - Candidatura ai migliori effetti speciali a Janek Sirrs, Jeff White, Guy Williams e Dan Sudick
- 2012 – Golden Schmoes Awards
  - Migliori effetti speciali dell'anno
  - Miglior DVD/Blu-Ray Disc dell'anno
  - Miglior sequenza d'azione dell'anno (Battaglia finale a New York)
  - Scena più memorabile in un film (Hulk distrugge Loki)
  - Miglior T&A a Scarlett Johansson
  - Candidatura al film preferito dell'anno
  - Candidatura alla miglior regia dell'anno a Joss Whedon
  - Candidatura al film più sopravvalutato dell'anno
  - Candidatura al miglior Sci-Fi dell'anno
  - Candidatura al personaggio più fresco dell'anno (Hulk)
  - Candidatura al miglior trailer dell'anno
  - Candidatura alla miglior battuta dell'anno ("Noi abbiamo un Hulk.")
- 2012 – Hollywood Film Awards
  - Effetti visivi dell'anno a Jeff White
- 2012 – IFCS Award
  - Miglior film d'azione
- 2012 – IGN Award
  - Miglior film
  - Miglior adattamento da fumetto a film
  - Miglior film in Blu-Ray
  - Candidatura alla miglior regia a Joss Whedon
- 2012 – IGN People's Choice Award
  - Miglior regista cinematografico a Joss Whedon
  - Miglior film in Blu-Ray
- 2012 – Teen Choice Awards
  - Miglior attore rubascena in un film a Chris Evans
  - Candidatura al miglior cattivo a Tom Hiddleston
  - Candidatura alla scelta sibilante a Mark Ruffalo
  - Candidatura alla miglior attrice in un film sci-fi o fantasy a Scarlett Johansson
  - Candidatura al miglior attore in un film sci-fi/fantasy a Robert Downey Jr.
  - Candidatura al miglior attore in un film sci-fi/fantasy a Chris Hemsworth
  - Candidatura alla miglior star cinematografica femminile dell'estate a Scarlett Johansson
  - Candidatura al miglior film sci-fi/fantasy
- 2013 – Annie Award
  - Effetti animati in una produzione live-action a Jerome Platteaux, John Sigurdson, Ryan Hopkins, Raul Essig e Mark Chataway
  - Candidatura all'animazione dei personaggi in una produzione live-action a Jakub Pistecky, Maia Kayser, Scott Benza, Stephen King e Kiran Bhat
- 2013 – BET Awards
  - Candidatura al miglior attore a Samuel L. Jackson
- 2013 – Critics' Choice Awards
  - Candidatura ai migliori effetti speciali
- 2013 – Empire Awards
  - Candidatura al miglior sci-fi/fantasy
  - Candidatura al miglior regista a Joss Whedon
  - Candidatura al miglior attore a Robert Downey Jr.
  - Candidatura al miglior film
  - Candidatura all'arte del 3D
- 2013 – Kerrang! Awards
  - Candidatura al miglior film
- 2013 – MTV Movie & TV Awards[140]
  - Miglior film
  - Miglior cattivo a Tom Hiddleston
  - Miglior combattimento a Robert Downey Jr., Chris Evans, Mark Ruffalo, Chris Hemsworth, Scarlett Johansson e Jeremy Renner contro Tom Hiddleston
  - Candidatura alla miglior coppia a Mark Ruffalo e Robert Downey Jr.
  - Candidatura al miglior eroe a Robert Downey Jr. (Iron Man)
  - Candidatura al miglior eroe a Mark Ruffalo (Hulk)
- 2013 – Nickelodeon Kids' Choice Awards
  - Candidatura al film preferito
  - Candidatura all'attrice cinematografica preferita a Scarlett Johansson
  - Candidatura al miglior cattivo a Tom Hiddleston
  - Candidatura al miglior spaccatutto maschile a Robert Downey Jr.
  - Candidatura al miglior spaccatutto maschile a Chris Hemsworth
  - Candidatura alla miglior spaccatutto femminile a Scarlett Johansson
- 2013 – E! People's Choice Awards
  - Supereroe cinematografico preferito a Robert Downey Jr.
  - Candidatura al film preferito
  - Candidatura al film d'azione preferito
  - Candidatura al supereroe cinematografico preferito a Chris Evans
  - Candidatura al supereroe cinematografico preferito a Chris Hemsworth
  - Candidatura al volto dell'eroismo preferito a Scarlett Johansson
  - Candidatura all'intesa preferita in un film a Scarlett Johansson e Jeremy Renner
- 2013 – Premio Hugo
  - Miglior rappresentazione drammatica, forma lunga
- 2013 – Saturn Award[141][142]
  - Miglior film di fantascienza
  - Miglior attore non protagonista a Clark Gregg
  - Miglior regia a Joss Whedon
  - Migliori effetti speciali a Janek Sirrs, Jeff White, Guy Williams e Dan Sudick
  - Candidatura alla migliore sceneggiatura a Joss Whedon
  - Candidatura al miglior montaggio a Jeffrey Ford e Lisa Lessek
- 2013 – World Stunt Awards
  - Miglior combattimento a Heidi Moneymaker, Chick Bernhard e Jeff Wolfe
  - Miglior lavoro sodo a Sam Hargrave
  - Miglior stunt specialistico a Sam Hargrave
  - Candidatura al miglior lavoro con un veicolo a Richard Burden

## Altri media

### Cortometraggio
Un cortometraggio spin-off intitolato Item 47 è allegato al Blu-ray Disc del film. Gli attori Lizzy Caplan e Jesse Bradford interpretano una coppia che ritrova un'arma dei Chitauri.

## Sequel
Il sequel di The Avengers è stato annunciato nel maggio 2012, poco dopo l'uscita del primo film. Il film, intitolato Avengers: Age of Ultron è nuovamente scritto e diretto da Whedon, ed è stato distribuito il 22 aprile 2015 in Italia e il 1º maggio 2015 negli Stati Uniti. Al cast si aggiungono Elizabeth Olsen come Wanda Maximoff / Scarlet Witch, Aaron Taylor-Johnson come Pietro Maximoff / Quicksilver, Paul Bettany come Visione e James Spader come Ultron.
Nell'ottobre 2014 è stato annunciato il sequel in due parti: Avengers: Infinity War è uscito il 25 aprile 2018 in Italia e il 27 aprile negli Stati Uniti, mentre il seguito, Avengers: Endgame, è uscito il 24 aprile 2019 in Italia e il 26 aprile negli Stati Uniti. Entrambi i film sono stati scritti da Christopher Markus e Stephen McFeely e diretti da Anthony e Joe Russo.
Al San Diego Comic-Con 2022 sono stati annunciati un quinto e un sesto film sugli Avengers, il primo precedentemente intitolato Avengers: The Kang Dynasty e successivamente Avengers: Doomsday e il secondo intitolato Avengers: Secret Wars, che usciranno rispettivamente il 1º maggio 2026 e il 7 maggio 2027 negli Stati Uniti.